# Mijo Karagić
Mijo Karagić (u mađ. dokumentima Karagity Mihály) (Gara, Mađarska, 1945.) je hrvatski književnik iz Mađarske. Piše pjesme i pripovijetke. Pripadnik je bunjevačke grane Hrvata.
Osnovnu školu je pohađao u Gari. Pohađao je srednju školu za profesionalnog vojnika, no odustao je od toga te se prebacio u nastavničku školu u Pečuhu. Ondje je izučio za hrvatskog učitelja. Učiteljevao je veliki broj godina među gradišćanskim Hrvatima. Studirao je jugoslavistiku. Zato što je bio intenzivno radio na kulturnom polju, "povuklo" ga se u Budimpeštu gdje je obnašao visoke dužnosti u Demokratskom savezu Južnih Slavena. 
Čelnim je čovjekom Hrvata u Mađarskoj te je stoga i na čelu Hrvatske državne samouprave u Mađarskoj.
Nakladnik je godišnjaka hrvatske državne samouprave iz Budimpešte Hrvatskog kalendara.
Članom je Društva hrvatskih književnika.

## Djela
- Prilozi kulturnoj i književnoj povijesti Srba i Hrvata u Mađarskoj , 1982. (urednik izdanja)
- Na našoj gori : pjesme , 1986. (suautor s Matom Šinkovićem i Endreom Lukoviczkym)
- Slobodni putevi : pripovijesti, 1987.
- O razvoju pismenosti Gradišćanskih Hrvata , 1990.
- Poemaro de Kroatoj en Hungario , 1992. (suurednik s Đurom Vidmarovićem i Marijom Belošević)
- Obračun , 1996.
- Slavuj na dlanu , 2002.

Svojim djelima je ušao u antologije Lipe riči : izbor iz književnosti bunjevačkih Hrvata  iz 1992. i monografiju Ante Sekulića Književnost podunavskih Hrvata u XX. stoljeću  iz 1996.
Svojim djelima je ušao u antologiju Pjesništvo Hrvata u Mađarskoj = Poemaro de kroatoj en Hungario, kojoj je bio suurednik uz Đure Vidmarovića, Marije Belošević.

## Nagrade
- zvanje viteza, kojeg mu je dodijelio mađarski predsjednik